# طويس لداخي
الطويس اللداخي أو الأغليس اللداخي (الاسم العلمي: Aglais ladakensis) (بالإنجليزية: Ladakh Tortoiseshell )‏ هو نوع من الحشرات يتبع جنس الطويس من فصيلة الحورائيات.